# Condal Club
El Condal Club es un club de fútbol español, de la villa de Noreña en Asturias. Fue fundado en 1968 como continuador del desaparecido Club Condal de Noreña. En la actualidad, juega en el grupo II de la  de la Tercera Federación.

## Historia
En 1940 fue fundado el Club Condal de Noreña, desapareció en 1964 y llegó a disputar tres temporadas en la Tercera División de España. 
El actual Condal Club fue creado en 1968. En la temporada 2001-02 debuta en Tercera División y en la campaña 2009-10 logró la primera clasificación para la Copa Federación a las órdenes de Aníbal López.
Al año siguiente logra terminar en sexta posición, finalizando una campaña en la que estuvo varias jornadas en los puestos de promoción de ascenso a Segunda División B. En la temporada 2014-15 por primera vez en su historia se proclama campeón del grupo asturiano de la Tercera División. Disputó la fase de ascenso a Segunda División B de España. En la ronda de campeones se enfrentó al Rayo Majadahonda empatando 2-2 en el partido de ida en Noreña y cayendo derrotado por 3-0, en la vuelta disputada en el Cerro del Espino. En la segunda eliminatoria caería eliminado ante el Club Deportivo Cayón de Cantabria, siendo derrotado en ambos encuentros, en la ida por 1-0 y por 1-3 en la vuelta en el Alejandro Ortea. 
El título de campeón de liga también le permitió disputar por primera vez la Copa del Rey. Cayó eliminado en la primera ronda del torneo copero, enfrentándose a partido único en Noreña a la Arandina Club de Fútbol siendo goleado por 1-4, tras llegar con 1-1 a la prórroga.

## Estadio
El equipo disputa sus partidos como local en el estadio Alejandro Ortea, que dispone de una capacidad aproximada de 2000 espectadores. 
Fue inaugurado el 15 de septiembre de 1974, coincidiendo con las fiestas locales del Ecce Homo, con un partido de liga de la 1.ª Categoría Regional Preferente contra el Unión Deportivo Gijón Industrial. El encuentro lo ganó el Condal por 2-0, siendo los goleadores Alfonso El Rico (de penalti) y José Julio. En esos momentos el club lo presidía Francisco Alperi Cuesta, Pachu. 
El 26 de diciembre de 2016 se inaugura el campo municipal de césped artificial donde disputan los partidos sus categorías inferiores. Campo que lleva el nombre de José Isidoro Nicieza, "Güelito", en honor al exjugador, exdirectivo y antiguo delegado del club durante más de 20 años, fallecido en 2015.

## Uniforme
- Uniforme titular:  camiseta roja con detalles en azul en cuello y mangas, pantalón azul con ribetes rojos y medias azules.
- Uniforme alternativo: camiseta blanquinegra con franjas anchas verticales, pantalón y medias negras.

## Filial
La entidad tiene un equipo filial o "B" desde 2018, actualmente en Segunda Asturfútbol. Que en la temporada 2020-21 debutó en la Primera Regional. Cuando iba clasificado segundo de su grupo y con la temporada sin finalizar, por motivo de la pandemia por coronavirus, la Real Federación de Fútbol del Principado de Asturias, decidió en asamblea general los ascensos por vía administrativa. Entre ellos el del filial condalista, que desde la Segunda Regional promocionaba a la categoría inmediatamente superior a esta. Tras dos campañas, volvería al último nivel del sistema de ligas de la Real Federación de Fútbol del Principado de Asturias, la 3.ª RFFPA, anteriormente denominada Segunda Regional. Volvió a ascender en la temporada 2022-23, tras quedar segundo de su grupo y superar tres eliminatorias de ascenso.

## Equipo femenino
El club contó con un club federado femenino, que disputó el campeonato regional. Tras más de dos temporadas sin competir (la 2019-20 no concluyó debido a la COVID-19), anunció su vuelta para la campaña 2022-23, aunque finalmente no salió a competir al no contar con suficientes jugadoras.

## Trayectoria en competiciones nacionales
- Temporadas en Primera División: 0
- Temporadas en Segunda División: 0
- Temporadas en Primera Federación: 0
- Temporadas en Segunda Federación: 0
- Temporadas en Tercera: 21
- Participaciones en Copa del Rey: 1 (2015-16).

## Trayectoria
| Temporada | Nivel | Categoría                         | Puesto | Copa del Rey |
| --------- | ----- | --------------------------------- | ------ | ------------ |
| 1969-70   | 5     | 2.ª Regional                      | 4.º    |              |
| 1970-71   | 5     | 2.ª Regional                      | 8.º    |              |
| 1971-72   | 5     | 2.ª Regional                      | 14.º   |              |
| 1972-73   | 5     | 2.ª Regional                      | —      |              |
| 1973-74   | 5     | 2.ª Regional Preferente           | 2.º    |              |
| 1974-75   | 4     | 1.ª Categoría Regional Preferente | 15.º   |              |
| 1975-76   | 4     | 1.ª Categoría Regional Preferente | 19.º   |              |
| 1976-77   | 5     | 2.ª Regional Preferente           | 7.º    |              |
| 1977-78   | 6     | 2.ª Regional Preferente           | 13.º   |              |
| 1978-79   | 6     | 1.ª Regional                      | 18.º   |              |
| 1979-80   | 6     | 1.ª Regional                      | 16.º   |              |
| 1980-81   | 6     | 1.ª Regional                      | 16.º   |              |
| 1981-82   | 6     | 1.ª Regional                      | 5.º    |              |
| 1982-83   | 6     | 1.ª Regional                      | 15.º   |              |
| 1983-84   | 6     | 1.ª Regional                      | 19.º   |              |
| 1984-85   | 6     | 1.ª Regional                      | 8.º    |              |
| 1985-86   | 7     | 2.ª Regional                      | 2.º    |              |
| 1986-87   | 6     | 1.ª Regional                      | 8.º    |              |
| 1987-88   | 6     | 1.ª Regional                      | 6.º    |              |
| 1988-89   | 6     | 1.ª Regional                      | 1.º    |              |
| 1989-90   | 5     | Regional Preferente               | 16.º   |              |
| 1990-91   | 5     | Regional Preferente               | 14.º   |              |
| 1991-92   | 5     | Regional Preferente               | 11.º   |              |
| 1992-93   | 5     | Regional Preferente               | 20.º   |              |
| 1993-94   | 6     | 1.ª Regional                      | 15.º   |              |
| 1994-95   | 6     | 1.ª Regional                      | 7.º    |              |
| 1995-96   | 6     | 1.ª Regional                      | 6.º    |              |
| 1996-97   | 6     | 1.ª Regional                      | 1.º    |              |
| 1997-98   | 5     | Regional Preferente               | 15.º   |              |
| 1998-99   | 5     | Regional Preferente               | 12.º   |              |
| 1999-2000 | 5     | Regional Preferente               | 16.º   |              |

| Temporada | Nivel | Categoría           | Puesto | Copa del Rey |
| --------- | ----- | ------------------- | ------ | ------------ |
| 2000-01   | 5     | Regional Preferente | 3.º    |              |
| 2001-02   | 4     | 3.ª División        | 16.º   |              |
| 2002-03   | 4     | 3.ª División        | 12.º   |              |
| 2003-04   | 4     | 3.ª División        | 18.º   |              |
| 2004-05   | 5     | Regional Preferente | 2.º    |              |
| 2005-06   | 4     | 3.ª División        | 13.º   |              |
| 2006-07   | 4     | 3.ª División        | 11.º   |              |
| 2007-08   | 4     | 3.ª División        | 17.º   |              |
| 2008-09   | 4     | 3.ª División        | 12.º   |              |
| 2009-10   | 4     | 3.ª División        | 12.º   |              |
| 2010-11   | 4     | 3.ª División        | 6.º    |              |
| 2011-12   | 4     | 3.ª División        | 5.º    |              |
| 2012-13   | 4     | 3.ª División        | 8.º    |              |
| 2013-14   | 4     | 3.ª División        | 10.º   |              |
| 2014-15   | 4     | 3.ª División        | 1.º    |              |
| 2015-16   | 4     | 3.ª División        | 8.º    | 1.ª ronda    |
| 2016-17   | 4     | 3.ª División        | 8.º    |              |
| 2017-18   | 4     | 3.ª División        | 14.º   |              |
| 2018-19   | 4     | 3.ª División        | 11.º   |              |
| 2019-20   | 4     | 3.ª División        | 11.º   |              |
| 2020-21   | 4     | 3.ª División        | 17.º   |              |
| 2021-22   | 6     | Regional Preferente | 3.º    |              |
| 2022-23   | 5     | 3.ª Federación      | 14.º   |              |
| 2023-24   | 5     | 3.ª Federación      | 14.º   |              |
| 2024-25   | 5     | 3.ª Federación      |        |              |

## Palmarés

### Torneos nacionales
- Tercera División (1): 2014-15.

### Torneos autonómicos
- Subcampeón de Regional Preferente (1): 2004-05.
- Campeón de Primera Regional (2): 1988-89 y 1996-97.
- Subcampeón de Segunda Regional Preferente (1): 1973-74.
- Subcampeón de Segunda Regional (1): 1985-86.

### Trofeos amistosos
- Trofeo San Félix (Valdesoto) (1): 2023.
- Trofeo San Bartolomé-Memorial Cesi Díaz (1): 2023.